# Wilhelm Flitner

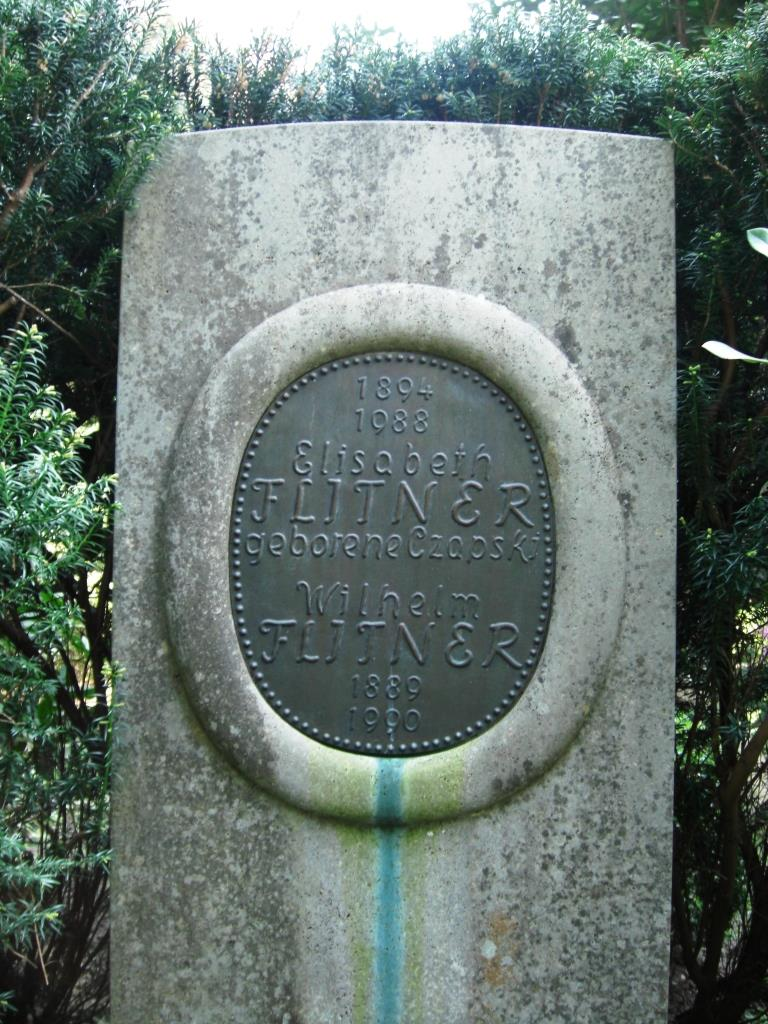
Grab von Wilhelm Flitner, Elisabeth Flitner und Susanne von Bargen, geb. Flitner

Wilhelm August Flitner (* 20. August 1889 in Berka; † 21. Januar 1990 in Tübingen) war ein deutscher Pädagoge. Er war ab 1926 außerordentlicher Professor an der Christian-Albrechts-Universität Kiel und von 1929 bis 1958 ordentlicher Professor an der Universität Hamburg, war ein Vertreter der geisteswissenschaftlichen Richtung in der Pädagogik und einer der führenden Reformpädagogen der Weimarer Republik und der ersten Jahrzehnte der Bundesrepublik.
Flitner hatte von 1951 bis 1961 als Vorsitzender des Schulausschusses der Westdeutschen Rektorenkonferenz erheblichen Einfluss auf die Reform der gymnasialen Oberstufe, die, bei Festhalten an einem Grundkanon, eine deutliche Akzentsetzung durch die Schüler selbst ermöglichen wollte.

## Leben

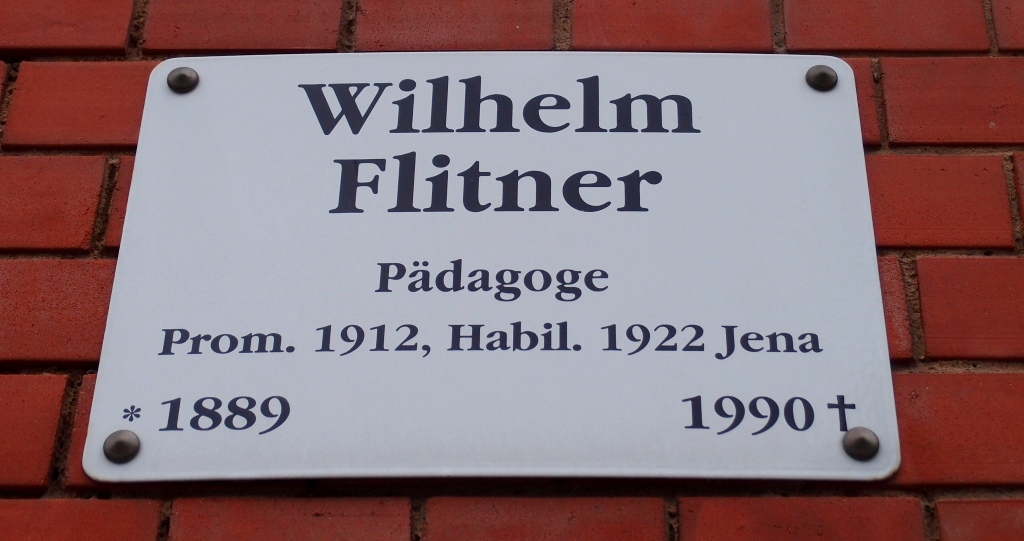
Erinnerung an Wilhelm Flitner, Jena, Carl-Zeiss-Platz

Wilhelm Flitner studierte ab 1909 in München und Jena Germanistik, Anglistik, Geschichte und Philosophie. In Jena war er in der Freistudentenbewegung aktiv und gehörte dem Serakreis um den Verleger Eugen Diederichs an; dort lernte er seine spätere Ehefrau Elisabeth Czapski kennen, Tochter des bereits 1907 verstorbenen Zeiss-Vorstandes Siegfried Czapski. Wilhelm Flitner studierte unter anderem bei Herman Nohl, Diltheys letztem Assistenten. Aus dem Freundeskreis um Nohl blieb eine lebenslange Freundschaft mit dem Philosophen Rudolf Carnap. In Jena wurde Flitner 1912 bei Wilhelm Rein mit einer Arbeit über August Ludwig Hülsen und dessen Bund der Freien Männer promoviert.
Von 1914 bis 1918 nahm Flitner am Ersten Weltkrieg teil. Danach unterrichtete er als Lehrer an Gymnasien (seit 1920 Studienrat in Jena) und war 1919 maßgeblich an der Gründung der Volkshochschule Jena beteiligt, die er von ihrem Beginn 1919 bis 1925 leitete. Sein Nachfolger war Adolf Reichwein. 1922 habilitierte er sich in Jena mit einer Arbeit zu den Grundlagen der Didaktik. Er war Gründungsmitglied des Hohenrodter Bundes (1923–1930) und hier wesentlich an der Theorieentwicklung zum Volksbildungswesen beteiligt.

### Hochschullehrer in Kiel und Hamburg
1926 wurde Wilhelm Flitner als außerordentlicher Professor für Philosophie und Pädagogik an die Pädagogische Akademie Kiel berufen und von dort als ordentlicher Professor 1929 an die Universität Hamburg, wo er das Seminar für Erziehungswissenschaft leitete sowie das Pädagogische Institut, das seit dem Lehrerbildungsgesetz von 1926 auch für die Lehrerbildung zuständig war (bis 1936 und wieder nach dem Zweiten Weltkrieg).
Das Verhältnis der geisteswissenschaftlichen Pädagogik und ihrer führenden Vertreter zum Nationalsozialismus wird seit etwa 1985 innerhalb der Erziehungswissenschaft der Bundesrepublik kontrovers diskutiert. 1923 schloss sich Flitner kurzzeitig der SPD an, ansonsten war er parteilos. In einer Rede zur Verfassungsfeier des Hamburger Senats am 11. August 1930 verteidigte Flitner die Weimarer Verfassung und setzte sich für ihren Erziehungsauftrag ein.  Die Vorgänge nach der „Machtergreifung“ der Nationalsozialisten und die Zeit des Nationalsozialismus sind für die Universität Hamburg im Detail historisch aufgearbeitet worden. Flitner war letzter Dekan vor 1933. Nach verschiedenen vergeblichen Versuchen der Intervention im Laufe des Jahres 1933 zu Gunsten von Kollegen, die von den Nationalsozialisten und den Behörden bedroht und später entlassen wurden, und gefährdet durch die jüdische Herkunft seiner Frau Elisabeth Czapski versuchte Flitner gemeinsam mit Bruno Snell und Emil Wolff „Nischen der Gedankenfreiheit“ zu bewahren. Trotzdem findet sich sein Name auf der Liste der Unterzeichner des Bekenntnisses der deutschen Professoren zu Adolf Hitler im November 1933. Allerdings bestehen Zweifel an der Authentizität der Hamburger „Unterschriften“. Flitner hat auf offene Opposition verzichtet und war Mitglied im NS-Lehrerbund und der Nationalsozialistischen Volkswohlfahrt (NSV). Im Laufe des Jahres 1933 und nachdrücklich seit dem Jahr 1935 distanzierte sich Flitner vom Nationalsozialismus; seine Entlassungsurkunde aus der Universität lag seit 1937 bereits unterschrieben beim Leiter der Hamburger Hochschulbehörde, wurde aber nicht ausgehändigt. Die Lehrerbildung wurde 1936 der Universität entzogen und an die neu gegründete Hochschule für Lehrerbildung verlagert. Flitner beschäftigte sich in dieser Zeit deshalb mit allgemein geisteswissenschaftlichen Fragen, insbesondere mit Goethes Spätwerk. Später waren seine Seminare Treffpunkte der Hamburger „Weißen Rose“, zu deren Unterstützern er neben dem Mediziner Rudolf Degkwitz zählte.
Bereits drei Tage nach dem Einmarsch britischer Truppen in Hamburg am 3. Mai 1945 begann Flitner gemeinsam mit anderen universitätsintern als Gegner des nationalsozialistischen Regimes bekannten Professoren wie Rudolf Laun, Bruno Snell und dem späteren Rektor Emil Wolff die Reorganisation der Universität Hamburg. Flitner nahm zunächst improvisiert seine Vorlesungstätigkeit wieder auf und übernahm nach der Wiedereröffnung der Universität erneut die Leitung des Pädagogischen Instituts und die diesem wieder zugewiesene Lehrerbildung (bis 1958).
Von 1951 bis 1961 hatte Flitner den Vorsitz des Schulausschusses der Westdeutschen Rektorenkonferenz inne und organisierte die Tutzinger Gespräche zur Hochschulreife (bis 1961). In dieser Funktion prägte er wesentlich die Reform der gymnasialen Oberstufe.

### Herausgeber der ZeitschriftDie Erziehung
In der Weimarer Republik gab Flitner ab 1925 gemeinsam mit Aloys Fischer, Theodor Litt, Herman Nohl und Eduard Spranger die Zeitschrift Die Erziehung heraus, deren Schriftleiter er zugleich war. In der Märzausgabe der Erziehung von 1933 erschienen zwei Artikel von Spranger und Flitner, die sich mit der so genannten Machtergreifung der Nationalsozialisten im Grunde positiv, wenn auch mit mahnendem Unterton auseinandersetzen. Im nächsten Heft folgten zwei Aufsätze von Martin Havenstein und Theodor Litt, die sich unmittelbar gegen die nationalsozialistischen Lehren wandten. 1935 legte Flitner die Schriftleitung nieder, weil er sich weigerte, der Forderung des Verlags nachzukommen, der Reichsschrifttumskammer beizutreten und die Zeitschrift dem Zeitgeist anzupassen. 1937 schieden Flitner, Litt, Nohl und Fischer aus dem Herausgeberkreis der Erziehung aus. 1943 wurde die Zeitschrift eingestellt. Nach dem Zweiten Weltkrieg war Flitner Mitbegründer der Zeitschriften Die Sammlung (1945–60) sowie Der Evangelische Erzieher (seit 1949). 1955 begründete Flitner gemeinsam mit Fritz Blättner, Otto Friedrich Bollnow, Josef Dolch und Erich Weniger die Zeitschrift für Pädagogik.

### Auszeichnungen
1963 erhielt Flitner den Goethe-Preis der Alfred Toepfer Stiftung F.V.S. 1964 verlieh ihm die Theologische Fakultät der Universität Tübingen die Ehrendoktorwürde.
Er starb am 21. Januar 1990 und wurde auf dem Nienstedtener Friedhof in Hamburg bestattet.
Seine Kinder sind Andreas Flitner, später ebenfalls Professor für Pädagogik, die Studienrätin Roswitha Lohse-Flitner, verheiratet mit Eduard Lohse, und Hugbert Flitner. Bettina Flitner, Michael Flitner und Martin Lohse sind seine Enkel.

## Werke
- August Ludwig Hülsen und der Bund der freien Männer. Jena 1913. (Dissertation)
- Laienbildung. Berlin 1931 (Digitalisat).
- Allgemeine Pädagogik. Stuttgart 1950. (15. Aufl. 1997. ISBN 3-608-91882-5)
- Das Selbstverständnis der Erziehungswissenschaft in der Gegenwart. Heidelberg 1957.
- Hochschulreife und Gymnasium. Heidelberg 1959.
- Die gymnasiale Oberstufe. Heidelberg 1961.
- Europäische Gesittung. Ursprung und Aufbau abendländischer Lebensformen. Zürich 1961 (überarbeitet als Die Geschichte der abendländischen Lebensformen. München 1967).
- Grundlegende Geistesbildung. Studien zur Theorie der wissenschaftlichen Grundbildung und ihrer kulturellen Basis. Heidelberg 1965.
- Ausgewählte pädagogische Abhandlungen. Besorgt v. Heinrich Kanz (mit Biografie und Bibliografie). Paderborn 1967.
- Wilhelm Flitner (Hrsg.): Johann Heinrich Pestalozzi: Ausgewählte Schriften. Godesberg 1949. (Neuausgabe durchges. u. erg. v. Udo Grün Weinheim 2001. ISBN 3-407-22089-8)

Im Schöningh-Verlag Paderborn erscheinen seit 1982 die Gesammelten Schriften hrsg. v. Karl Erlinghagen †/Andreas Flitner/Ulrich Herrmann:
- Bd. 1: Erwachsenenbildung. 1982. (ISBN 3-506-72561-0)
- Bd. 2: Pädagogik. Systematische Pädagogik. Allgemeine Pädagogik. 1983. (ISBN 3-506-72562-9)
- Bd. 3: Theoretische Schriften. Abhandlungen zu normativen Aspekten und theoretischen Begründungen der Pädagogik. 1989. (ISBN 3-506-72563-7)
- Bd. 4: Die Pädagogische Bewegung. 1987. (ISBN 3-506-72564-5)
- Bd. 5: Studien zur Bildungsgeschichte. 1985. (ISBN 3-506-72565-3)
- Bd. 6: Goethe im Spätwerk. 1983. (ISBN 3-506-72566-1)
- Bd. 7: Die Geschichte der abendländischen Lebensformen. 1990. (ISBN 3-506-72567-X)
- Bd. 8: Goethe-Studien - Humanismus-Studien. 2002. (ISBN 3-506-72568-8)
- Bd. 9: Volksschule und Elementarbildung. 2005. (ISBN 3-506-72569-6)
- Bd. 10: Gymnasium und Universität. 1997. (ISBN 3-506-72570-X)
- Bd. 11: Erinnerungen 1889-1945. 1986. (ISBN 3-506-72571-8)
- Bd. 12: Nachlese. In zwei Teilbänden. 2014. (ISBN 3-506-72572-6)